# 门希韦勒
门希韦勒（德語：Mönchweiler）是德国巴登-符腾堡州的一个市镇。总面积9.60平方公里，总人口3043人，其中男性1487人，女性1556人（2011年12月31日），人口密度317人/平方公里。

## 友好城市
- 法國 沙伯伊